# 16. Sinfonie (Mjaskowski)
Die Sinfonie in F-Dur op. 39, „Der Luftfahrt“ ist die 16. Sinfonie des Komponisten Nikolai Jakowlewitsch Mjaskowski.

## Entstehungsgeschichte
Die 16. Sinfonie ist das letzte Werk einer Phase im Schaffen Mjaskowskis, in der er in sechs fast ohne Unterbrechung komponierten Sinfonien einen neuen Stil suchte. Die Sinfonie stellte den Höhepunkt seiner bisherigen Karriere in der Sowjetunion dar, wohingegen das Werk im Ausland kaum beachtet wurde. Der Untertitel „Flieger-Sinfonie“ bezieht sich neben manchen Assoziationen der Hörer vor allem auf ein im Finale verwendetes Thema, welches aus Mjaskowskis Massenlied „Die Flugzeuge fliegen am Himmel“ stammt.
Die ersten Ideen zu der Sinfonie hatte Mjaskowski schon im Sommer 1935, doch die Wahl geeigneter Themen fiel ihm schwer, wie aus seinen Tagebuchaufzeichnung hervorgeht:
- 15. Juni: „Etwas Sinfonisches entworfen…“
- 29. Juli: „Die Gedanken werden klarer“
- 31. Juli: „Das Suchen ist vorerst ergebnislos“
- 14. August: „Weiterhin auf Materialsuche für die Sinfonie“
- 9. September: „Es wird anscheinend besser mit der Materialsuche…“
- 21. September: „Ich entwerfe die Exposition des ersten Satzes der Sinfonie“

Diese langsame Entwicklung war vor allem der Tatsache geschuldet, dass Mjaskowski immer noch Mühe mit dem neuen Stil hatte und gleichzeitig Sorge hatte, seine Tonsprache zu banal werden zu lassen. Nach den Erfahrungen mit der 15. Sinfonie wollte er diesmal sichergehen, nicht wieder erfolglose Versuche verwerfen zu müssen. In der Folgezeit ging die Arbeit an dem Werk dann allerdings schnell voran. Ende Dezember vollendete Mjaskowski die Klavierfassung und vom 6. März bis zum 5. April 1936 instrumentierte er sie.

## Analyse
Äußerlich betrachtet ähnelt die Sinfonie ihrem Vorgänger, da sie eine ähnlich optimistische Stimmung, vier Sätze und eine vergleichbare Aufführungsdauer hat, doch sie ist bei genauerer Betrachtung wesentlich komplexer. Neben der schon aus der 15. bekannten Lyrik und Melancholie liegt die Betonung in diesem Werk vor allem auf Pathos und Freude.
Der erste Satz beginnt mit dem Fanfaren-ähnlichen Hauptthema, das direkt die Assoziation eines startenden Flugzeugs weckt. Die Dynamik, die dieses Thema verursacht, zieht sich durch den ganzen Satz. Ihm wird ein lyrisches zweites Thema gegenübergestellt, das jedoch im Laufe der Durchführung die schwungvollen Elemente des Hauptthemas aufnimmt. Im langsamen zweiten Satz erscheint ein poetisches Thema, über das Prokofjew schrieb, er erblicke dahinter das „Lächeln von Michail Glinka“. Ein weiteres pastorales Thema spiegelt laut Tagebucheintragung des Komponisten die Eindrücke eines Waldspaziergangs in seiner Sommerresidenz in Nikolina Gora (Rubljowka) wider. Auf diesen Spaziergängen wurde er oft von seiner Schwester Walentina Jakowlewna und der Tochter seines Freundes Pawel Lamm, Olga Pawlowna, begleitet. Diese beiden Personen werden durch prägnante Themen des Englischhorns und der Flöte charakterisiert. Der dramatische dritte Satz wird durch eine im Unisono der Hörner, Posaunen und der Tuba vorgetragene Melodie eingeleitet, dann folgt ein Trauermarsch. Laut Tagebucheintrag drückt dieser Satz die Empfindungen aus, die die Nachricht des Absturzes der Maxim Gorki auslöste. Im Laufe des Satzes nimmt der Marsch jedoch immer heroischere Züge an und betont damit den Stolz auf das erbrachte Opfer. Der vierte Satz ist das liedhaft-tänzerisch angelegte Finale. Das Hauptthema aus „Die Flugzeuge fliegen am Himmel“ erscheint nicht sofort präsent, sondern taucht im Laufe des Satzes gelegentlich auf. Erst auf dem Höhepunkt der Durchführung steht es ganz im Mittelpunkt, gefolgt von strahlenden Akkorden. Anschließend erscheint noch einmal das Thema des zweiten Satzes in den Hörnern, dann beruhigt sich die Musik und kehrt zu den lyrischen Naturassoziationen zurück.

## Rezeption und Kritik
Die Sinfonie stellte für Mjaskowski den größten Erfolg seit der sechsten Sinfonie dar. Die neue Tonsprache sowie die verwendeten Themen und Assoziationen passten hervorragend zur sowjetischen Propaganda, daher wurde sie als Höhepunkt der sowjetischen Sinfonik bezeichnet. Bei der Uraufführung am 24. Oktober 1936 war sehr zur Freude Mjaskowskis sein Freund Prokofjew anwesend. Der Komponist wurde vom Publikum gefeiert und musste mehrere Male auf die Bühne, um den Applaus entgegenzunehmen. Prokofjew schrieb über die Sinfonie:

„In bezug auf die Schönheit des Materials, die meisterhafte Anlage und den harmonischen Gesamtaufbau handelt es sich um wirklich große Kunst, ohne Effekthascherei und jegliche Augenzwinkerei mit dem Publikum.“

Der Komponist selbst war wie so oft unzufrieden mit seinem Werk. Er schrieb:

„Auch bei meiner 16. Sinfonie neige ich nicht dazu, sie als durchweg gelungene Lösung des Problems anzusehen, und zwar weder in bezug auf die Form noch hinsichtlich der musikalischen Sprache, obgleich die Tendenz ihres Inhalts im Vergleich zu meinen anderen Werken der Gegenwart wesentlich näher liegt“

Trotz des großen Erfolgs in der Sowjetunion gibt es keinen Hinweis darauf, dass das Werk auch außerhalb Russlands bekannt wurde oder überhaupt zur Aufführung gelangte. Die Sinfonie stellt die Ankunft in einem neuen Stil dar, den Mjaskowski bis zu seinem Tod beibehielt. Die Verwendung von diesen propagandistischen Themen (wie auch die Kollektivierung der Landwirtschaft in der 12. Sinfonie) haben dem Komponisten im Nachhinein viel Kritik eingebracht und sind mit ein Grund, warum er heutzutage außerhalb Russlands kaum bekannt ist. Die Autorin Maya Pritsker schreibt dazu:

“Should we blame Prokofiev for creating the great film score for Ivan Grozny, which interpreted history according to Stalin’s dictatorial purposes, or Shostakovich for writing his ballets based on a typical soviet propagandist cliche? Should we blame Myaskovsky for his Kolkhoz or Aviation (Sixteenth) symphonies? Or for receiving Stalin’s prize or simply for survival? I do not believe so. To differing degrees, they all experienced enormous inner tragedy and frustration; the deprivation of their freedom of speech and self-expression, the almost complete lack of outside information, the constant accompaniment of Soviet propaganda and official orders, i. e., what to write, how to write. […] To survive emotionally and artistically, Shostakovich had his anger and irony, Prokofiev, his enormous vitality and foreign experience. Myaskovsky did not have any of that.”

„Sollen wir Prokofjew dafür verurteilen, dass er die großartige Filmmusik für Iwan der Schreckliche schrieb, welcher die Geschichte zu Gunsten von Stalins Zwecken interpretierte, oder Schostakowitsch dafür, dass er Ballette schrieb, die auf typisch sowjetischen Klischees basierten? Sollen wir Mjaskowski für die Kollektivierungs- oder Fliegersinfonie verurteilen? Oder für den Erhalt des Stalinpreises oder einfach nur fürs Überleben? Ich glaube nicht. In unterschiedlichem Maße haben sie alle enorme innere Tragödien und Frustrationen erlebt; der Entzug ihrer Redefreiheit und der Freiheit, sich selbst auszudrücken, das fast vollständige Fehlen von Informationen von außerhalb, die konstante Begleitung von sowjetischer Propaganda und offiziellen Befehlen, zum Beispiel was und wie sie zu schreiben hatten. […] Um emotional und künstlerisch zu überleben hatte Schostakowitsch seinen Zorn und seine Ironie, Prokofjew seine enorme Vitalität und internationale Erfahrung. Mjaskowski hatte nichts von all dem.“

Mjaskowski wählte als Ausweg aus dieser schwierigen Situation die Anpassung, was ihm zwar auf der einen Seite große Erfolge innerhalb der Sowjetunion, auf der anderen Seite aber auch schwere innere Konflikte einbrachte, die sich in häufigen Depressionen äußerten.